# 真珠と波

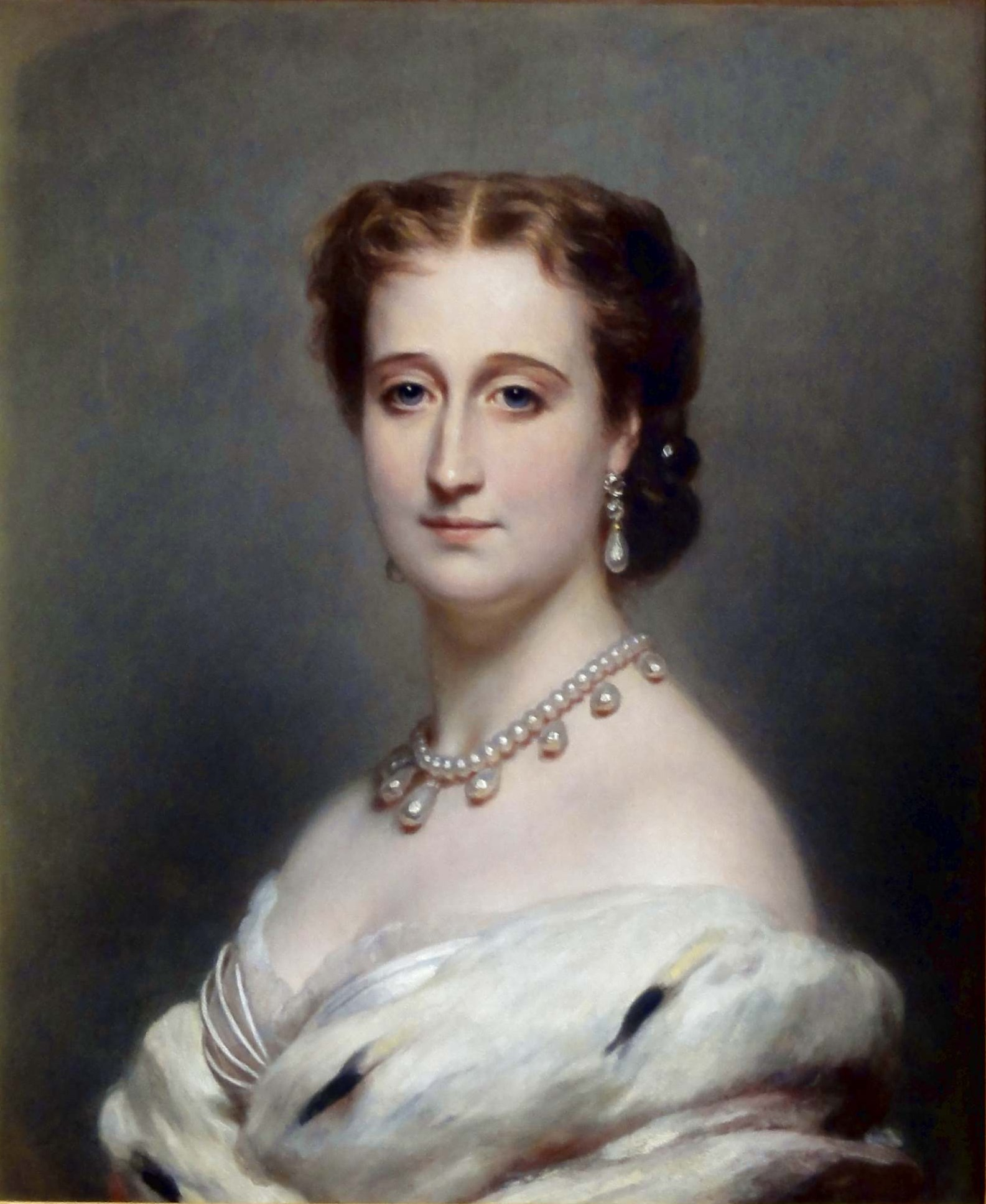
絵画を購入した頃の皇后ウージェニー（フランツ・ヴィンターハルター画、1864年）。

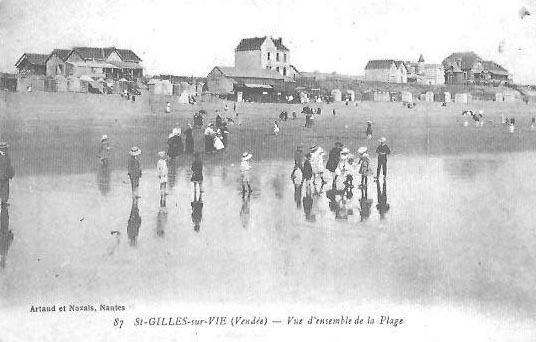
19世紀に撮影されたサン＝ジル＝クロワ＝ド＝ヴィの海岸のポストカード。

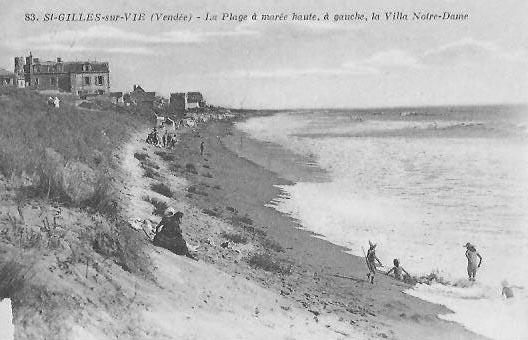
同上。

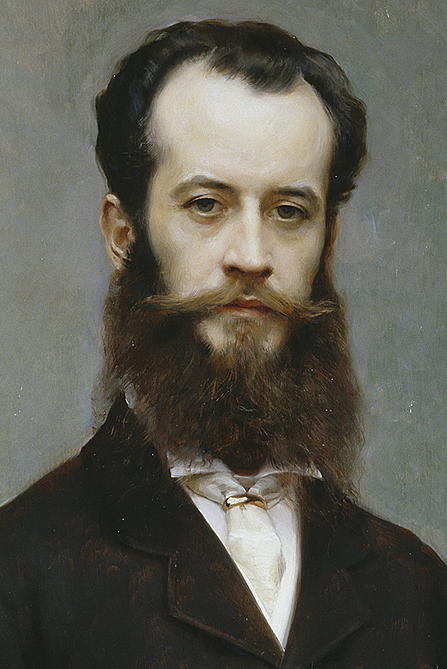
最後の所有者ラモン・デ・エラス（ライムンド・デ・マドラーソ画、1879年）。

『真珠と波』（しんじゅとなみ、仏: La Vague et la Perle, 英: The Pearl and the Wave）は、フランスの画家ポール・ボードリーの1862年の絵画である。油彩。
1863年のサロンに出品された本作品はアレクサンドル・カバネルの『ヴィーナスの誕生』、アモリー＝デュヴァルの『ヴィーナスの誕生』とともに批評家の人気を3分した。この年のサロンは3作品以外にも多くのヴィーナスの絵画が出品されたためテオフィール・ゴーティエが《ヴィーナスのサロン》と呼んだだけでなく、サロンにおける3作品の人気ぶりを風刺したベルタルの戯画が『ジュルナル・アミュザン』紙上に掲載されたほどであった。現在はマドリードのプラド美術館に所蔵されている。

## 作品
ボードリーは浜辺に身を横たえた女性像を描いている。画面奥では青い波がうねり、今にも女性を飲むこむかのように迫っている。浜辺の砂地は海水で湿り、女性の両脚が砂上にたまった海水に映り込んでいる。画面右奥には大きな貝殻が、また画面手前には海藻が波で打ち上げられている。女性を取り囲む鮮やかな青い波や砂地、海藻は女性の肌とは異なる闊達なタッチで描かれており、白い裸体を際立たせている。裸体の仕上げは繊細で、その表現にコレッジョの影響を見て取ることが出来るが、理想化がなされていないためにプライベートな印象を与え、鑑賞者に向けられた挑発的な視線と口元の笑みによってストレートに訴えかける官能性が与えられている。
本作品の制作は、ボードリーが故郷ヴァンデ県のサン＝ジル＝クロワ＝ド＝ヴィの海岸で過ごしたことがきっかけとなっている。画家は波によって女性なるものを表現しようと考え、打ち寄せる波を宝石箱に見立て、また女性像を真珠に見立てることで、波の中から現れる真珠のごとく女性像を描いた。その結果、本作品は官能性と幻想性を合わせ持ち、ヴィーナスの誕生を思わせる作品として完成した。実際、これを見た多くの批評家が本作品の主題をヴィーナスの誕生だと考えた。またボードリーの友人シャルル・エフリュッシは海と女の結婚を描いていると解釈した。ボードリーは『真珠と波』について音楽と関連づけて次のように述べている。

## 反応
本作品は発表されるとピエール・ジョゼフ・プルードンなどの著述家から道徳的慎みを欠いた官能的な絵画として厳しく批判された。しかしそれにもかかわらず1863年のサロンで最も人気を集めた絵画の1つとなった。テオフィール・ゴーティエはサロンを振り返って本作品の美しさに称賛を惜しまなかったし、写実主義の画家ギュスターヴ・クールベを擁護したことで知られる批評家ジュール＝アントワーヌ・カスタニャリは本作品に「閨房のヴィーナス」とも言うべきプライベートな性格を読み取りながらも卓越した表現ゆえにその年のサロンで最も美しいヴィーナス像であると認めざるを得なかった。本作品はルカードルとブラウンの写真や、ヴッソ＝ヴァラドン商会の写真版画、制作に数か月を要したカレーの版画などを通じて人々にも広く知られ、特に皇帝ナポレオン3世がカバネルの作品を15,000フランで購入したのに対し、皇后ウージェニー・ド・モンティージョが本作品を20,000フランで購入したことはサロンのハイライトとして記憶された。

## 来歴
1863年、ウージェニーは本作品をテュイルリー宮殿を飾るために購入した。その後、1871年にフィラデルフィアのアメリカ人収集家・パトロンのウィリアム・フッド・スチュアート（William Hood Stewart）、1898年にパリに住むスペイン系アメリカ人収集家ラモン・デ・エラスの手に渡ったのち、ラモンが死去した1904年にプラド美術館に遺贈された。

## ギャラリー

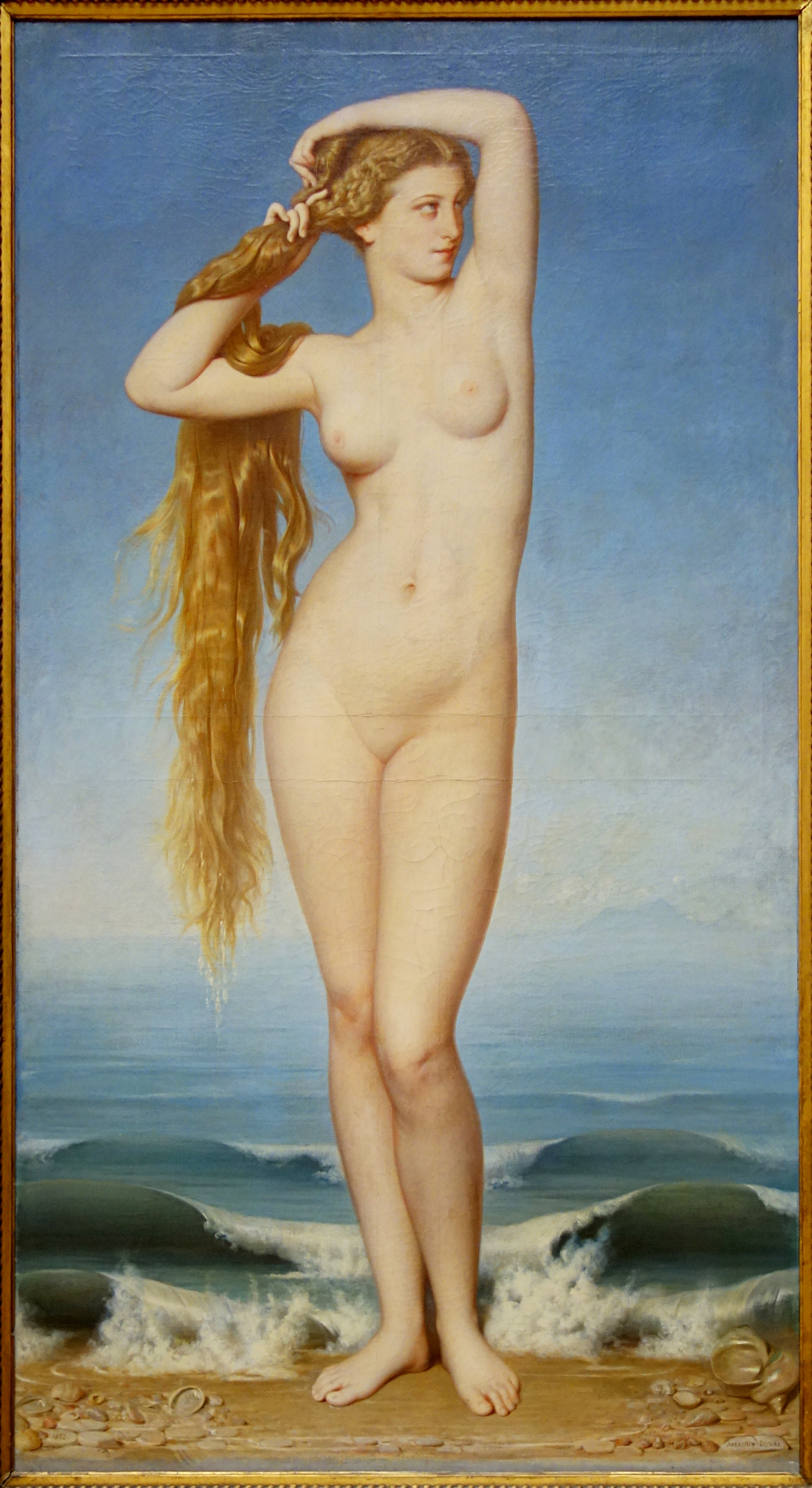
アモリー＝デュヴァル『ヴィーナスの誕生』（1862年） リール美術館所蔵
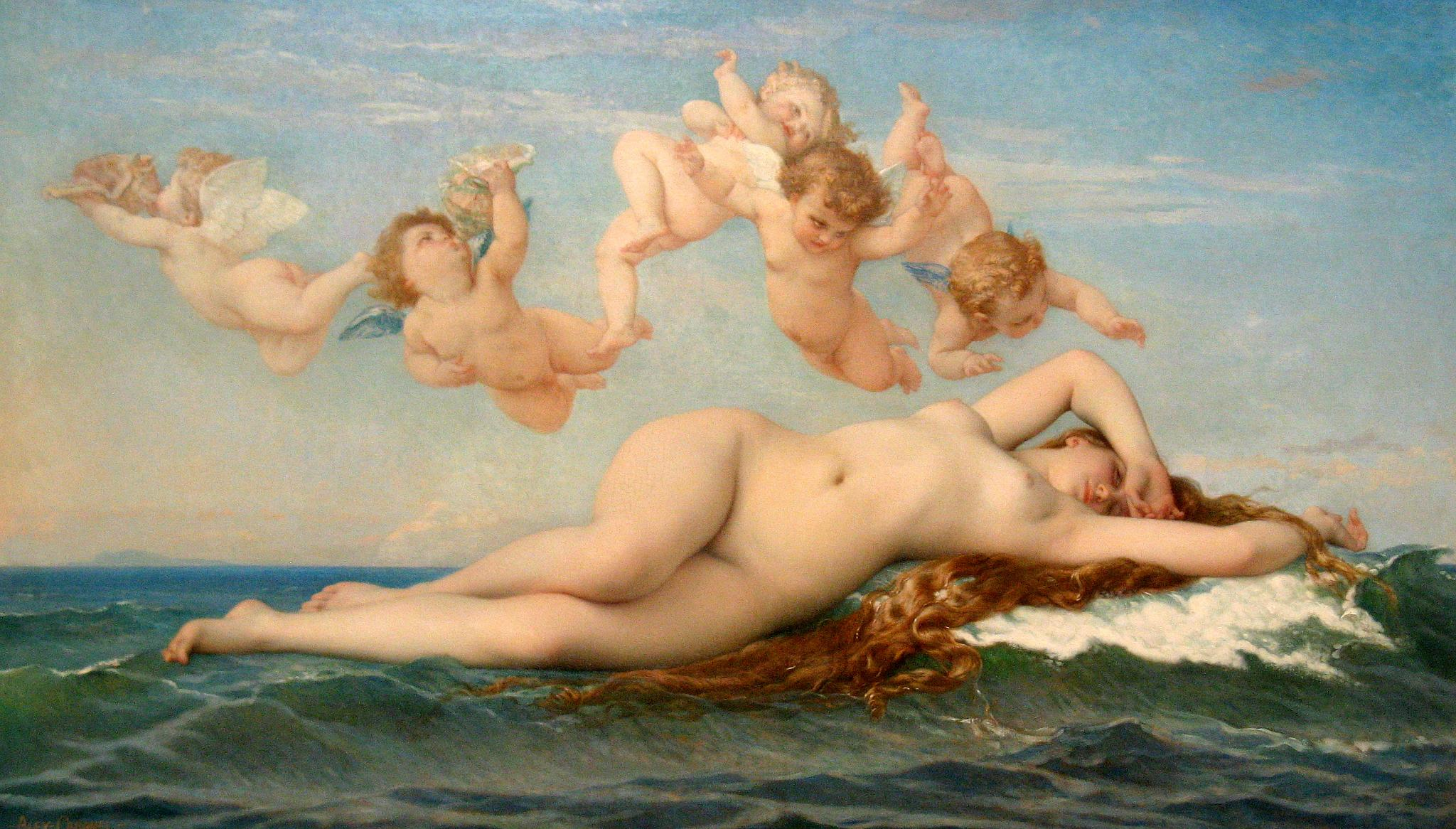
アレクサンドル・カバネル『ヴィーナスの誕生』（1863年） オルセー美術館所蔵